# David Maxwell Fyfe, 1:e earl av Kilmuir
David Patrick Maxwell Fyfe, 1:e earl av Kilmuir, född 29 maj 1900 i Edinburgh, död 27 januari 1967 i Withyham, känd som Sir David Maxwell Fyfe från 1942 till 1954 och som Viscount Kilmuir från 1954 till 1962, var en brittisk konservativ politiker, advokat och domare. Han kombinerade en flitig och brådmogen juridisk karriär med politiska ambitioner, vilka tog honom till ämbetet som Solicitor General (vice riksåklagare), Attorney General (riksåklagare), inrikesminister och Lordkansler i Storbritannien.
Han var en av åklagarna vid Nürnbergrättegångarna och spelade därefter en roll i utarbetandet av Europakonventionen om skydd för de mänskliga rättigheterna och de grundläggande friheterna. Som inrikesminister ledde han ett tillslag mot homosexuella i Storbritannien på 1950-talet och vägrade att omvandla Derek Bentleys dödsdom för mordet på en polis. Hans politiska ambitioner grusades slutligen i Harold Macmillans regeringsombildning i juli 1962.

## Biografi

### Tidiga år
Maxwell Fyfe föddes i Edinburgh 1900 som ende son till William Thomson Fyfe, rektor vid Aberdeen Grammar School, och hans andra hustru Isabella Campbell, dotter till David Campbell från Dornoch, co. Sutherland. Han utbildades vid George Watson's College och Balliol College, Oxford, där han, kanske på grund av sitt intresse för politik, uppnådde en tredje klassens examen i klassiska språk. Under sin tid i Oxford var han medlem av den politiska debattklubben Stubbs Society. Hans akademiska utbildning avbröts under tjänstgöring i Scots Guards 1918–19 i slutet av första världskriget. Efter examen arbetade han för British Commonwealth Union som politisk sekreterare åt parlamentsledamoten Sir Patrick Hannon och studerade juridik på sin fritid. Han började på Gray's Inn och blev medlem av advokatsamfundet 1922. Han blev elev till George Lynskey i Liverpool och gick sedan med i hans firma för att praktisera. Maxwell Fyfe skrev senare att hans ambition var att bli en King's Counsel i trettioårsåldern, en minister i fyrtioårsåldern och i toppen av advokatyrket i femtioårsåldern.
Han tvekade inte att börja sin politiska karriär på allvar och kandiderade som konservativ för Wigan 1924 med förlorade. Mer framgångsrik var han i Spen Valley 1929 då partiet bestämde sig för att inte motsätta sig den sittande liberala parlamentsledamoten Sir John Simon medan denne var upptagen med Simonkommissionen i Indien. Maxwell Fyfe valdes till slut in i parlamentet i Liverpool West Derby i ett fyllnadsval i juli 1935.
Under tiden hade Maxwell Fyfes juridiska karriär blomstrat. År 1934 blev han King's Counsel. Han var domare i Oldham från 1936 till 1942.

### Tidig politisk karriär
Tillsammans med Patrick Spens, Derrick Gunston och andra, stödde  Maxwell Fyfe den nationella regeringen i fråga om Hoare-Lavalpakten, och han stödde Neville Chamberlain i frågan om Münchenöverenskommelsen. Efter den tyska ockupationen av Tjeckoslovakien i mars 1939 tog Maxwell Fyfe värvning i territorialarmén och vid andra världskrigets utbrott i september 1939 placerades han vid generaladvokatens avdelning med majors grad. Han skadades svårt i ett flyganfall i september 1940. I maj 1941 blev Maxwell Fyfe ställföreträdare för Rab Butlers ordförandeskap i det konservativa partiets kommitté för efterkrigsproblem för att utarbeta riktlinjer för tiden efter kriget. Han tog över som ordförande efter Butler mellan juli 1943 och augusti 1944 medan Butler var upptagen med att få igenom Education Act 1944.

### I regeringen och vidare till Nürnberg

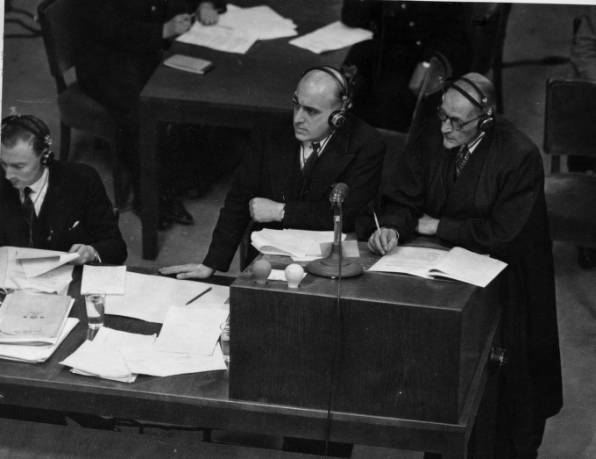
Sir David Maxwell Fyfe (i mitten) och en okänd åklagare vid Nürnbergrättegångarna

I mars 1942 utnämnde Sir Winston Churchill, på inrådan av Brendan Bracken, Maxwell Fyfe till Solicitor-General. Samtidigt adlades han och svors in i kronrådet. Han ägnade sig åt sitt arbete i den krigstida koalitionsregeringen med enorm energi och började en del av tänkandet och planeringen om hur ledarna för den nazistiska regimen i Tyskland skulle kunna ställas till svars efter kriget. Som en del av sin tjänstgöring deltog han den 8 april 1945 i en angloamerikansk diskussion om krigsförbrytarrättegången, vid vilken, enligt historikern Richard Overy, "han presenterade det brittiska standardargumentet för summarisk avrättning". Huruvida Maxwell Fyfe trodde att sådana avrättningar var den bästa metoden för att hantera nazisterna kan ifrågasättas, med tanke på hans senare arbete vid Nürnbergrättegångarna. Vid den tiden hade han dock som medlem av regeringen inget annat val än att följa premiärminister Churchills exempel, som upprepade gånger krävde att de nazistiska ledarna skulle skipas summarisk rättvisa. När kriget i Europa tog slut och koalitionen upplöstes i maj 1945 var Maxwell Fyfe under en kort tid justitieminister i Churchills expeditionsministär.
Labourpartiet vann en jordskredsseger i det brittiska parlamentsvalet 1945 och Sir Hartley Shawcross blev justitieminister och tog över ansvaret som Storbritanniens chefsåklagare i Nürnbergrättegångarna. För att betona rättegångarnas opartiska karaktär utsåg Shawcross Maxwell Fyfe till sin ställföreträdare. Shawcross var till stor del engagerad i sina politiska plikter i Westminster och arbetade inte mycket mer än att hålla öppnings- och avslutningstalen. Maxwell Fyfe tog på sig det mesta av det dagliga ansvaret som "duktig advokat, effektiv administratör och bekymrad husmästare". Det fanns betänkligheter på vissa håll om hur Fyfe skulle prestera, korsförhör sågs inte som en av hans starka sidor. Hans korsförhör med Hermann Göring var dock ett av de mest uppmärksammade korsförhören i historien.

### I opposition
Efter Nürnberg återvände Maxwell Fyfe till parlamentet som arbetsmarknadsminister i de konservativas skuggregering samtidigt som han gjorde en full, upptagen och framstående karriär inom advokatsamfundet, till exempel när han försvarade seriemördaren John George Haigh 1949. Det sägs att han anlände till underhuset runt klockan 17.00, ofta stannade han under debatter som varade hela natten och sedan, efter en snabb rakning och frukost, åkte han till domstolen. Han fick hjälp i sitt straffarbete av sin hustru Sylvia, som själv var medlem i det konservativa partiet. Åren 1945-51 tjänade han i genomsnitt 25 000 pund per år.
Maxwell Fyfe spelade en ledande roll i utarbetandet av partiets industriella stadga från 1947 och var ordförande för den kommitté i det konservativa partiets organisation som resulterade i Maxwell Fyfe-rapporten (1948-49). Rapporten flyttade ansvaret för finansieringen av valutgifterna från kandidaten till valkretspartiet, i syfte att bredda mångfalden bland parlamentsledamöterna genom att göra det svårare för lokala föreningar att kräva stora personliga donationer från kandidaterna. I praktiken kan det ha lett till att partierna i valkretsarna fick mer makt och att kandidaterna blev mer enhetliga.
Maxwell Fyfe var en förkämpe för Europeisk integration och medlem av Europarådets parlamentariska församling från augusti 1949 till maj 1952, och blev ordförande för församlingens utskott för rättsliga och administrativa frågor och föredragande i den kommitté som utarbetade den Europeiska konventionen om skydd för de mänskliga rättigheterna och de grundläggande friheterna. I sina memoarer kritiserade han Sir Anthony Eden för en negativ hållning som hindrade Storbritanniens möjlighet att bli ledande i Europa. Eden avvisade alltid detta och övervägde att stämma Maxwell Fyfe för ärekränkning.

### Åter i regeringen

#### Inrikesminister
Strax före parlamentsvalet i Storbritannien 1951 väckte Maxwell Fyfe uppståndelse när han i en radiointervju tycktes antyda att en konservativ regering skulle kunna lagstifta för att begränsa fackföreningarnas makt. När det konservativa partiet återkom till makten i valet ansåg Churchill att det var oklokt att utnämna honom till arbetsmarknadsminister, och Maxwell Fyfe blev både inrikesminister och minister för walesiska frågor. Han var ansvarig för att lotsa flera komplicerade lagar genom underhuset, särskilt de som etablerade kommersiell television. Han fick rykte om sig att vara en hårt arbetande, noggrann och pålitlig kabinettsmedlem.
År 1952 blev generaldirektören för MI5 direkt underställd inrikesministern i stället för premiärministern. Med tanke på detta nya ansvar utfärdade Maxwell Fyfe Maxwell Fyfe-direktivet, som blev de facto-konstitutionen för säkerhetstjänsten fram till 1989 års Security Service Act 1989 som fastställde den på en lagstadgad grund. När Sir Percy Sillitoe avgick som generaldirektör 1953 delegerade Maxwell Fyfe nomineringen av en efterträdare till en kommitté av statstjänstemän som leddes av Sir Edward Bridges. Kommittén föreslog Dick White och Sir Kenneth Strong. Maxwell Fyfe stödde kommitténs preferens för White och påpekade för Churchill att en intern utnämning skulle vara bra för moralen i tjänsten.
När Fyfe tillträdde som inrikesminister förebådade han ett skräckvälde för manliga homosexuella. Han var en ivrig förespråkare för lagstiftning som kriminaliserade homosexuella handlingar och startade en kampanj för att "befria England från denna manliga last ... denna farsot" genom dramatiskt ökade arresteringar av manliga homosexuella genom polisövervakning och fångenskap genom användning av provokatörer, avlyssnade telefoner, förfalskade dokument och frånvaro av arresteringsorder. Från 1 276 i åtal 1939 för faktisk eller försök till sodomi eller grov oanständighet, ett år efter att han hade tillträtt som inrikesminister, hade åtalen ökat till 5 443. Fyfe godkände därefter upprättandet av Wolfenden-rapporten om homosexualitet, men hade han vetat att dess resultat skulle rekommendera avkriminalisering är det osannolikt att han skulle ha gjort det.
Fyfe, som var konservativ i frågan om homosexuellas rättigheter, var också konservativ i frågan om homosexuellas rättigheter, och ledde oppositionen i överhuset till genomförandet av Wolfenden-kommitténs rapport, som hade rekommenderat avkriminalisering av homosexuella handlingar mellan samtyckande vuxna.
Det var ironiskt, menar Geraldine Bedell, eftersom det var han som inrikesminister som hade tillsatt den kommitté som skulle överväga om lagen skulle ändras. Som Bedell också noterar: "Kanske tänkte han, genom att lämna över till en kommitté, att lägga frågan på hyllan. Kanske antog han att Wolfenden skulle få mothugg, och i så fall valde han en nyfiken ordförande, eftersom Wolfenden hade en homosexuell son Jeremy. Kilmuir motsatte sig fortfarande liberalisering när ett lagförslag lades fram i överhuset (av Lord Arran) 1965. Bedell säger: "Oppositionen varnade Lord Kilmuir för att ge tillstånd till 'buggers'-klubbarna" som han påstod verkade bakom till synes oskyldiga dörrar över hela London. Maxwell Fyfe sa till den konservative backbenchern Sir Robert Boothby, som var känd i parlamentariska kretsar för att vara bisexuell, att det inte var hans avsikt att legalisera homosexualitet: "Jag tänker inte gå till historien", sa han till Boothby, "som mannen som gjorde sodomi lagligt".
Under sin tid som inrikesminister var han inblandad i kontroversen kring hängningen av Derek Bentley. Maxwell Fyfe hade kontroversiellt vägrat att bevilja uppskov för Bentley trots skriftliga ansökningar från 200 parlamentsledamöter och påståendet att Bentley var mentalt efterbliven, enligt uppgift med en mental ålder på bara 11 år. I de flesta frågor tillhörde han dock den progressiva flygeln av det konservativa partiet och motsatte sig 1953 års förslag om att återinföra barnaga.

#### Lordkansler

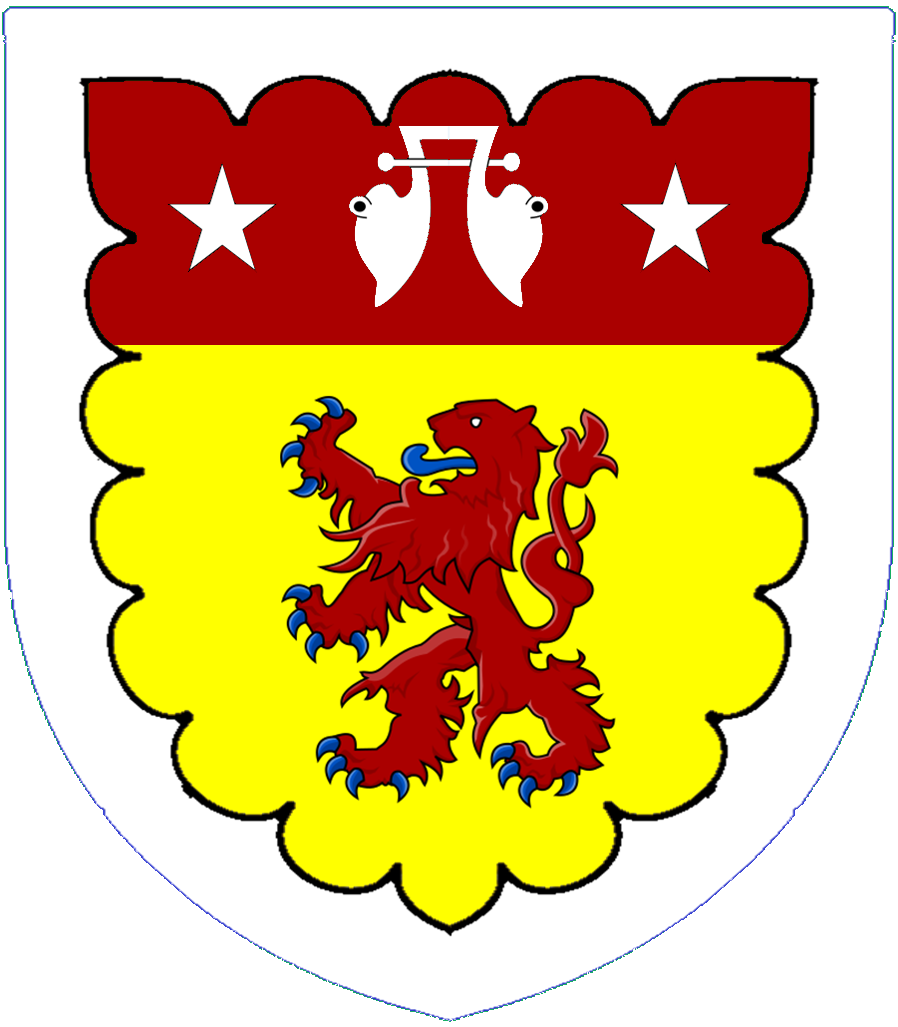
Heraldiskt vapen för David Maxwell-Fyfe, 1:e earl av Kilmuir

Maxwell Fyfe förblev ambitiös och en opinionsundersökning i Daily Mirror 1954 om vem som var favorit att efterträda Churchill som partiledare och premiärminister, visade att han låg efter Eden och Butler men långt före Macmillan. I sina memoarer (Political Adventure, s. 233) skrev han senare att han hade hoppats på att framstå som en kompromissledare likt Bonar Law 1911 om det var dött lopp mellan Eden och Butler, som han betraktade som personliga vänner. Men när det stod klart att Eden skulle bli Churchills efterträdare sökte han posten som Lordkansler.
Den 19 oktober 1954 upphöjdes han till pärsvärdighet som Viscount Kilmuir av Creich i grevskapet Sutherland, och flyttades till House of Lords och "woolsack". Lord Kilmuir var en politisk lordkansler som inte begränsade sig till sin juridiska roll. Han arbetade med många regeringsfrågor, bland annat Maltas grundlag, som han ville skulle bli en del av Storbritannien, och inrättandet av en domstol för restriktiv praxis. Under sina åtta år på posten satt han bara som domare i 24 överklaganden till överhuset. Lord Kilmuir motsatte sig Sydney Silvermans motion från 1956 om att avskaffa dödsstraffet. Han beskrev det som "en oklok och farlig åtgärd, vars närvaro i lagboken skulle vara en katastrof för landet och ett hot mot folket". Kilmuir var dock ordförande för den kabinettskommitté som rekommenderade en begränsning av dödsstraffets omfattning och som ledde till Homicide Act 1957. Han fruktade konsekvenserna av invandringen till Storbritannien och lade fram en rapport för kabinettet 1956. Lord Kilmuir hävdade att det militära ingripandet i Suezkrisen 1956 var berättigat enligt bestämmelserna om självförsvar i artikel 51 i FN-stadgan.
Han fortsatte i detta ämbete i Anthony Edens och Harold Macmillans regeringar fram till Macmillans "De långa knivarnas natt" 1962, då han plötsligt ersattes av Sir Reginald Manningham-Buller. Kilmuir utnämndes till Baron Fyfe av Dornoch, av Dornoch i grevskapet Sutherland, och Earl av Kilmuir den 20 juli 1962 för att mildra slaget av pensioneringen. Han sägs ha beklagat sig för Macmillan över att han blev avskedad med mindre varsel än vad en kock skulle få, varpå Macmillan svarade att det var lättare att få tag i en Lordkansler än bra kockar.

### Efter pensioneringen
Efter regeringen ingick Kilmuir i styrelsen för elektronikföretaget Plessey, men hans hälsa försämrades snart. Han dog i Withyham, Sussex, den 27 januari 1967 och kremerades. Hans aska begravdes i kyrkan St Michael and All Angels i Withyham. Hans adelstitlar, som endast kunde ärvas av söner, dog ut, eftersom han bara hade döttrar.

## Familj
Han gifte sig med Sylvia Harrison 1925 och de fick tre döttrar, varav en hade dött före honom. Lalage Fyfe (f. 1926, d. 1944) och Pamela Maxwell Fyfe (f. 1928). Hans svåger var skådespelaren Sir Rex Harrison.
Kilmuir var en formidabel parlamentarisk närvaro för sitt parti, och hans anmärkningsvärda minne kompenserade för en tråkig talarstil, även om han var kapabel till passion när omständigheterna var de rätta. Till utseendet "var hans kropp päronformad, och under en stor fyrkantig kal hjässa fanns mörka tunga ögonbryn och ett ansikte av mellanösterns blekhet och svartmuskighet".
Som inrikesminister reste han ofta till Wales, och i dalarna i södra Wales fick han smeknamnet Dai Bananas, eftersom Fyffes då som nu var en av Storbritanniens största importörer av frukten.